# Calyptrochaeta flexicollis
Calyptrochaeta flexicollis är en bladmossart som beskrevs av Dale Hadley Vitt 1979. Calyptrochaeta flexicollis ingår i släktet Calyptrochaeta och familjen Hookeriaceae. Inga underarter finns listade i Catalogue of Life.